# Kung Fu Hustle
Kung Fu Hustle (功夫; Gōngfu) är en kinesisk kampsportsfilm från 2004, regisserad av Stephen Chow.

## Handling
Det är 1940-talet, en anonym storstad styrs hämningslöst av skurkarna i Yxgänget. Deras inflytande sträcker sig över varje del av staden utom i de allra fattigaste kvarteren, "Svinstian", som är alltför fattiga för att betala beskyddarpengar. Den fattige Sing kommer dit och utger sig falskeligen för att tillhöra Yxgänget, i syfte att ändå pressa pengar ut befolkningen. Detta lockar dit de riktiga skurkarna men den fattiga befolkningen visar sig vara ena hejare på kung fu och slår tillbaka.

## Karaktärer
- Sing är filmens hjälte. I början av filmen är han en wannabe-skurk, men efterhand inser han mer och mer sin goda sida. Han går över helt till den goda sidan när han förråder Yxgänget (och blir halvt ihjälslagen för det), och sedan vaknar som kung fu-mästare. Allra sist i filmen använder Sing en teknik som kallas för Buddhas Hand, som gör att han kan använda sin qi till att göra kratrar i solida föremål i form av en enorm handflata.

- Hyresvärden är en kvinnokarl som är en smula undertryckt av sin hustru. Han är en mästare på Taijiquan; han är tränad till den nivå där han kan slå tillbaka attacker som riktas direkt mot honom och han kan undvika alla attacker motståndare kan tänkas använda mot honom, en färdighet han använder mot Harpospelarna när han undviker deras slag så att de istället slår på varandra, fast han står precis intill dem.

- Hyresvärdinnan är hyresvärdens dominanta, kedjerökande hustru. Hon utövar en hemlig färdighet som kallas för Lejonvrålet, ett skrik som kan krossa väggar och fönster och lyfta upp människor som trasdockor. Hon kan höja rösten tillräckligt för att överrösta hundratals människor som pratar högt i munnen på varandra.

- Donut är den lokala nudelkocken i Svinstian. Han utövar Yangs åttakantiga stavstil, vilket syns när han bekämpar Yxgänget - han kan kasta en stav så hårt att den skapar en virvelvind som suger vapen ur händerna på folk och slår sönder dem mot väggar, och han är även en mästare på spjut.

- Skräddaren är den fjolliga skräddaren i Svinstian. Han verkar feg och harig när man först ser honom, men han utövar Hungstilens järnnäve, och är extremt stark i överkroppen - han kan kasta slägga med ett enormt stenhjul och slå sönder betongväggar med sina knytnävar. Han använder en samling järnringar på armarna som vapen och skydd.

- Kulin är en bärare som bär tunga föremål. Han utövar Tamstilens tolv sparkar, vilket har gett honom extrem styrka i underkroppen - han kan sparka upp en tung rissäck på ryggen och hoppa tillräckligt högt för att sparka motståndare i ansiktet. Han använder inga vapen när han slåss eftersom han specialiserar sig på att sparkas.

- Harpospelarna är ett par yrkesmördare som Yxgänget hyr för att döda kulin, skräddaren och Donut. Deras vapen är en guqin som de använder till sin Dödsmelodi - de använder sin qi till att forma ljudvågorna från instrumentet till vapen som svärd, knytnävar och vid ett tillfälle en hel armé av "odöda" kinesiska krigare. De dödar kulin, skräddaren och Donut, men blir senare besegrade av hyresvärden och hyresvärdinnan.

- Besten är den starkaste nu levande kung fu-kämpen. Efter att Sing fritagit honom från ett mentalsjukhus åt Yxgänget blir hans uppgift att döda hyresvärden och hyresvärdinnan. Han lever efter regeln att den snabbaste kämpen vinner - han kan utan svårighet fånga kulor och kan dela ut minst tjugo slag på den tid som en vanlig man skulle ta på sig för att utdela ett enda. Till sist blir han besegrad av Sing.

## Om filmen
Filmen hade svensk premiär den 3 juni 2005.

## Kritik
...Och resultatet är makalöst: poetiskt, roligt, vackert, hisnande, som en blandning av Singin' in the Rain och Roger Rabbit. Ett visuellt fyrverkeri där gränsen mellan specialeffekter och animation helt sömlöst går över i verklighet Jeanette Gentele, Svenska Dagbladet 3 juni 2005.